# 레이크 페닌술라군

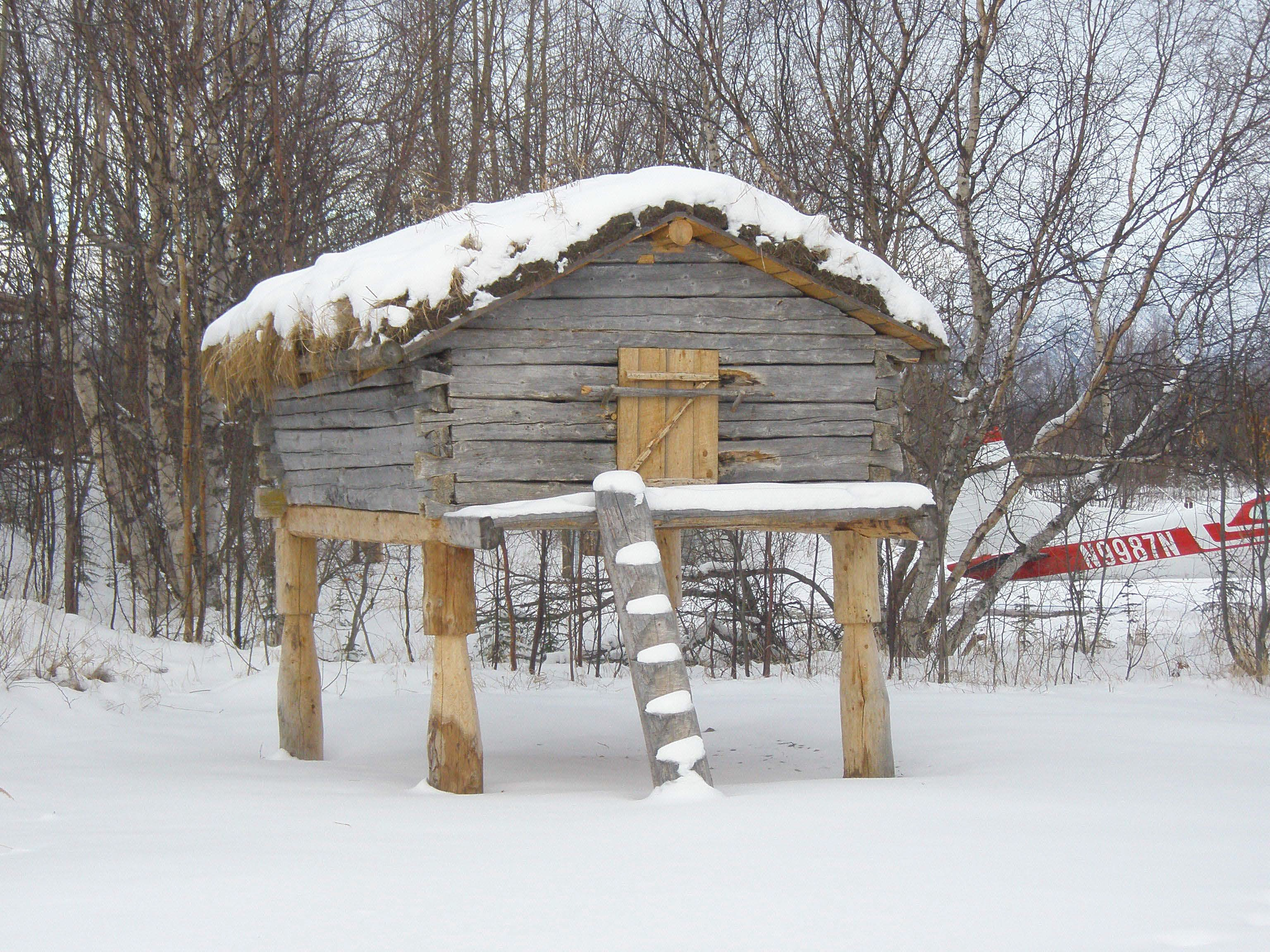

레이크 페닌술라군 또는 레이크 페닌술라 버러(Lake and Peninsula Borough)는 미국 알래스카주에 위치한 군이다. 2010년 기준으로 이 지역의 인구 수는 총 1,631명이다. 2019년 추산으로 이 지역의 총 인구 수는 1,592명이다.

## 인구
| 인구조사                                  | 인구  | Note  | %±     |
| ----------------------------------------- | ----- | ----- | ------ |
| 1990년                                    | 1,668 |       | —      |
| 2000년                                    | 1,823 |       | 9.3%   |
| 2010년                                    | 1,631 |       | −10.5% |
| 2019 (추산)                               | 1,592 | [ 1 ] | −2.4%  |
| U.S. Decennial Census 1990–2000 2010–2018 |       |       |        |